# Polimerizzazione anionica
La polimerizzazione per addizione anionica è una forma di polimerizzazione a catena che riguarda monomeri vinilici (contenenti doppi legami carbonio-carbonio) dotati di gruppi fortemente elettronegativi. Questa reazione procede attraverso la formazione di specie carbanioniche e, come tutte le polimerizzazioni a catena in generale, consiste di tre fasi: inizio, propagazione e terminazione.
La polimerizzazione vivente, ovvero con un'assenza della fase di terminazione, si verifica in molti casi di polimerizzazione anionica. Il vantaggio è che permettono di controllare la struttura e la composizione del polimero risultante.
Le polimerizzazioni anioniche sono impiegate per la produzione di gomme sintetiche a base di polidieni, per esempio la SBR.

## Storia
Nel 1936 Karl Ziegler suggerì che la polimerizzazione anionica dello stirene e del butadiene per successiva addizione di monomeri all'iniziatore di alchillitio avvenisse senza trasferimento di catena o terminazione. Vent'anni più tardi, Michael Szwarc dimostrò la correttezza di questa supposizione. Swarz e collaboratori, nel 1956, fecero la scoperta lavorando su naftalene e stirene in un solvente aprotico quale il tetraidrofurano (THF).

## Monomeri

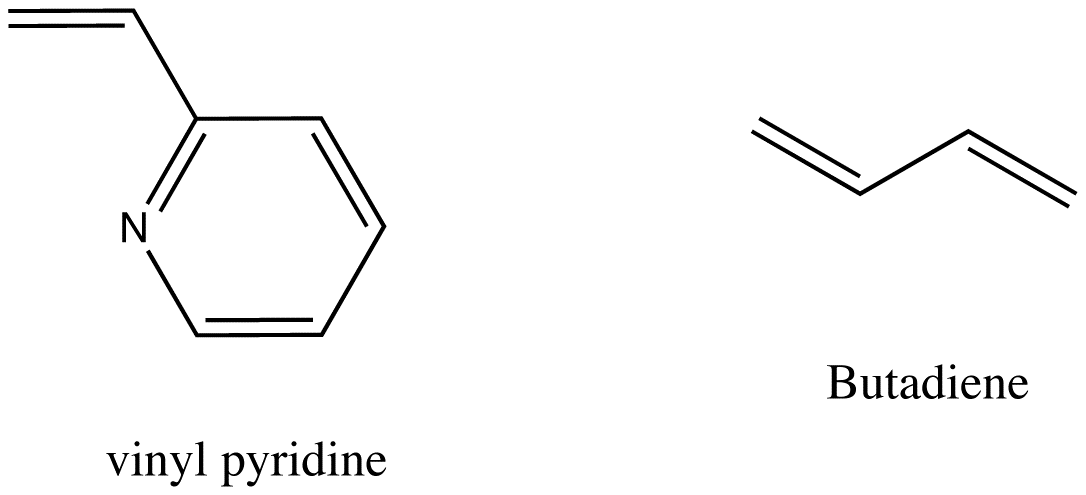
Esempi di monomeri vinilici

Per far avvenire la polimerizzazione su monomeri vinilici, i sostituenti sul doppio legame devono poter stabilizzare la carica negativa. La stabilizzazione avviene attraverso la delocalizzazione di tale carica. A causa della natura del centro attivo carbanionico, i sostituenti che reagiscono con basi o nucleofili non devono essere presenti o, nel caso, devono essere "protetti", ovvero tenuti a bada.

I monomeri vinilici con sostituenti che stabilizzano la carica negativa per delocalizzazione vanno incontro alla polimerizzazione senza subire trasferimento di catena o terminazione (polimerizzazione vivente). Tra questi monomeri troviamo lo stirene, i dieni, il metacrilato, aldeidi, epossidi, lattoni e vinilpiridine. 

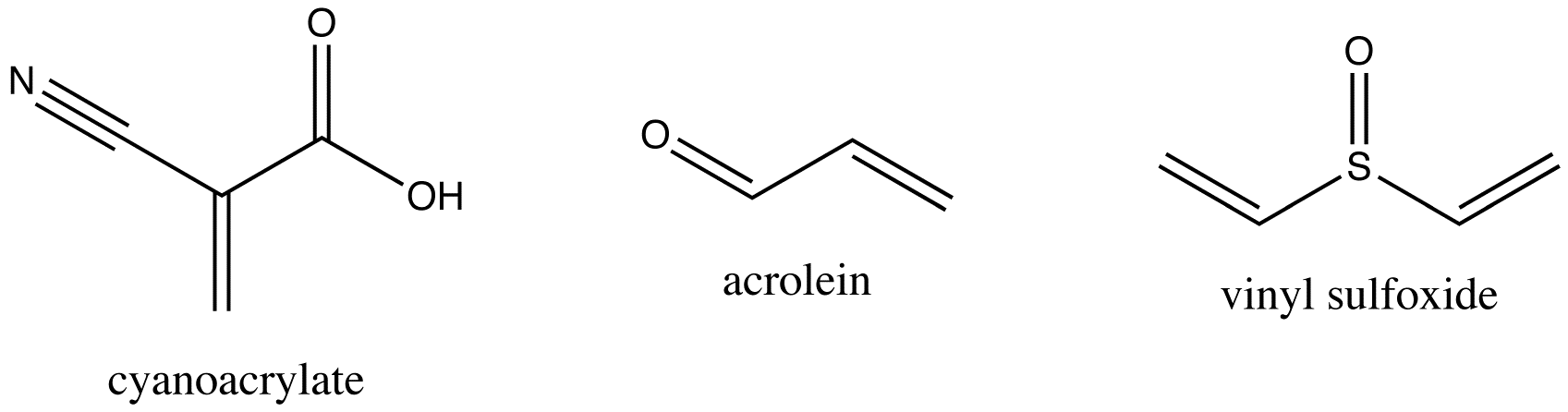
Esempi di monomeri polari

I monomeri polari, sotto condizioni controllate e a basse temperature, possono subire questo processo. Ad ogni modo, a temperature poco più alte non danno vita ad estremità carbanioniche stabili poiché i loro sostituenti polari subiscono reazioni secondarie con gli iniziatori o con i centri di propagazione. Gli effetti del controione, del solvente, della temperatura, degli additivi basici di Lewis e di specie inorganiche incrementano la facilità con cui anioni polari subiscono questa polimerizzazione.  Monomeri polari importanti sono l'acrilonitrile, il cianoacrilato, il propilenossido, vinilchetone, acroleina, vinilsolfone, vinilsolfossido e isocianato. 

## Solvente
La scelta del solvente da impiegare nelle polimerizzazioni anioniche è dettata dalla reattività sia dell'iniziatore che del carbanione della catena in crescita. Le specie anioniche con scarsa reattività, tipo i monomeri eterociclici, permettono l'uso di una vasta gamma di solventi.

## Inizio
La reattività degli iniziatori usati nella polimerizzazione anionica dovrebbe essere simile a quella del monomero che fa da specie di propagazione. I valori di pKa degli acidi coniugati dei carbanioni possono essere usati per dedurre la reattività del monomero. I monomeri meno reattivi hanno i valori più alti di pKa e quindi richiedono un iniziatore molto reattivo.
Ci sono due tipi principali di inizio.

### Fase di inizio per trasferimento di elettroni

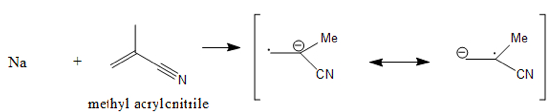
L'inizio per trasferimento elettrico

Szwarc e colleghi studiarono l'inizio della polimerizzazione con anioni radicalici e aromatici tipo il naftalenato di sodio. In questa reazione un elettrone viene trasferito dal metallo alcalino al naftalene. I solventi polari sono necessari per questo tipo di inizio sia per conferire stabilità all'anione radicalico sia per solvatare le specie cationiche che si originano.  L'anione radicalico può dunque trasferire un elettrone al monomero. 
L'inizio può inoltre coinvolgere il trasferimento di un elettrone dal metallo alcalino al monomero per formare un radicale anione. La fase di inizio avvine sulla superficie del metallo, con il trasferimento reversibile dell'elettrone al monomero adsorbito.

### Fase di inizio tramite anioni forti

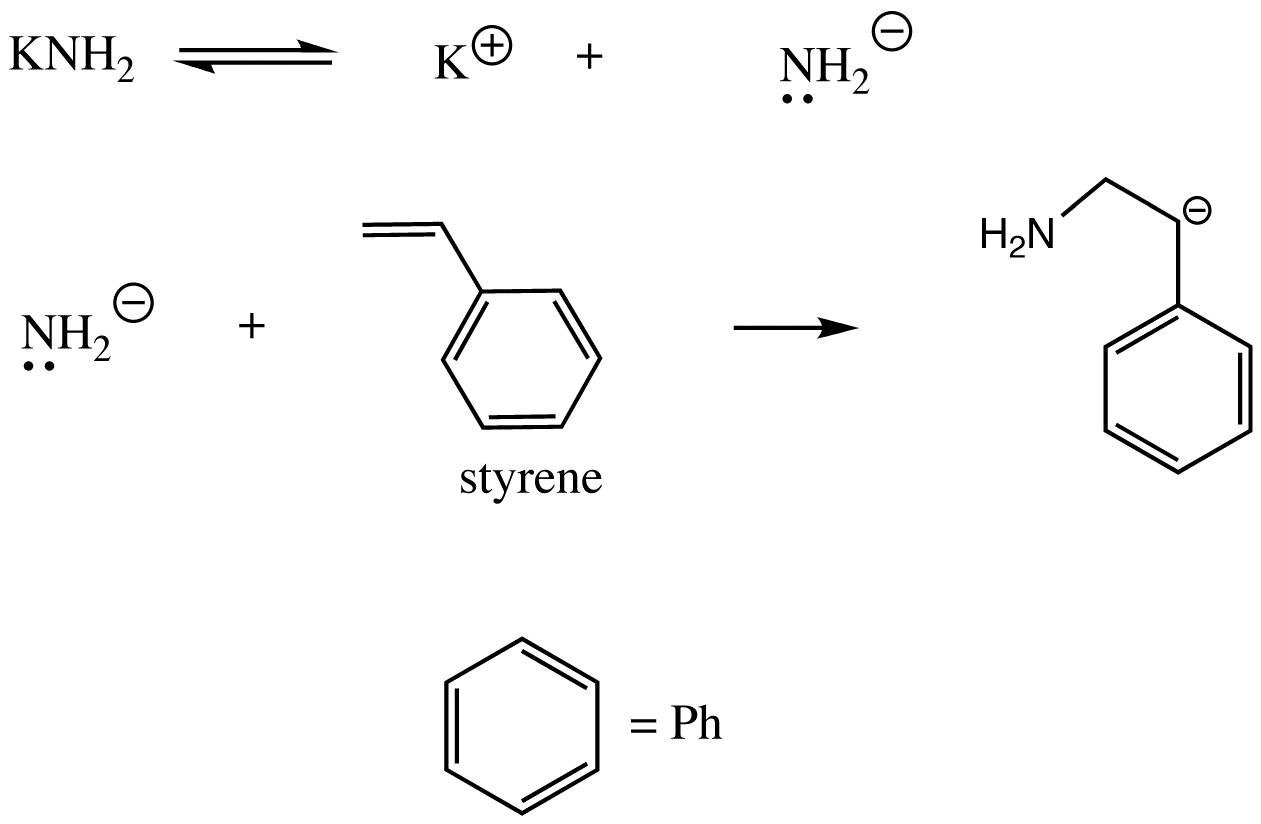
Fase di inizio usando anioni forti.

Iniziatori nucleofili comuni sono composti con un legame covalente o ionico con un metallo, ovvero ammidi, alcossidi, idrossidi, cianuri, fosfine, ammine e composti organometallici (specialmente quelli di alchillitio e i reattivi di Grignard). Il processo di inizio comporta l'aggiunta di un nucleofilo neutro (B:) o negativo (B:-) al monomero.
Gli iniziatori più utili a livello commerciale sono quelli di alchillitio, impiegati essenzialmente per la polimerizzazione di stirene e dieni.
Monomeri attivati da gruppi molto elettronegativi possono essere iniziati già da nucleofili debolmente anionici o neutri (per esempio ammine o fosfine). L'esempio più lampante è fornito dal curing del cianoacrilato, alla base della supercolla (superglue). Tuttavia, anche piccole tracce di impurezze basiche sono sufficienti ad indurre polimerizzazione anionica o zwitterionica.

## Propagazione

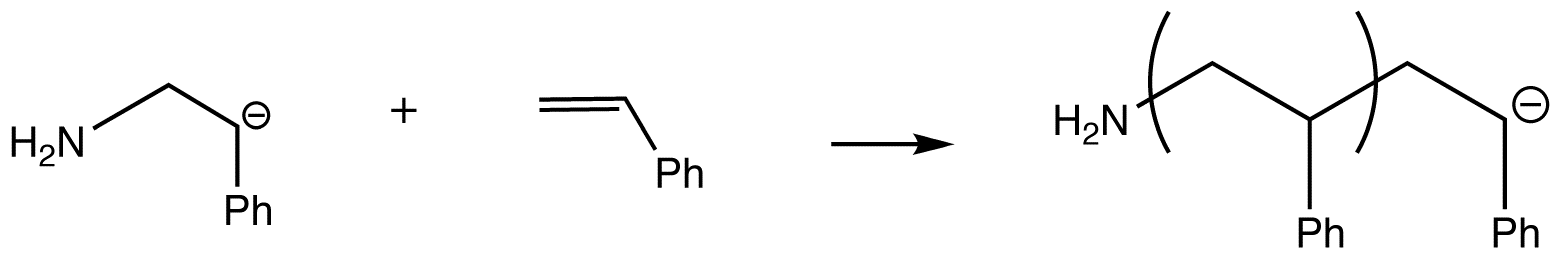
Fase di propagazione in una polimerizzazione anionica.

La fase di propagazione comporta il consumo totale del monomero. È molto veloce ed avviene a basse temperature, questo perché l'anione non è molto stabile e dunque la velocità di reazione è alta. La stabilità può essere migliorata riducendo le temperature intorno a 0 °C.

## Terminazione
Non c'è una fase di terminazione formale perché il trasferimento di protoni dal solvente o altre specie positive, di fatto, non avviene. Tuttavia, la fase di terminazione si raggiunge attraverso una disattivazione non voluta causata dalle impurezze, come tracce di ossigeno, CO2 o acqua. La terminazione può avvenire intenzionalmente aggiungendo proprio una di queste sostanze, generalmente l'acqua o un alcol.
Il trasferimento di catena può avvenire quando un acido può comportarsi da acido di Brønsted. In questo caso il valore di pKa dell'agente è simile a quello dell'acido coniugato della catena in crescita. La terminazione spontanea si verifica perché la concentrazione dei centri attivi carbanioni diminuisce con il passare del tempo e alla fine porta ad un'eliminazione di idrogenuro. I monomeri polari sono più reattivi perché sono stabilizzati dai loro sostituenti, i quali possono reagire con i nucleofili portando anch'essi alla terminazione, così come reazioni secondarie possono aver luogo, interferendo con il normale decorso di reazione.

## Cinetica
La cinetica di questa polimerizzazione dipende dal verificarsi o meno della fase di terminazione.

### Cinetica della polimerizzazione vivente (senza fase di terminazione)
In generale la reazione presenta questo meccanismo:
{\displaystyle {\begin{aligned}{\ce {I}}^{-}+{\ce {M}}\ &{\ce {->[k_{init}] M^-}}\\{\ce {M}}^{-}+{\ce {M}}\ &{\ce {->[k_{prop}] M^-}}\end{aligned}}}
dove I = iniziatore,  kinit = costante di velocità della fase d'inizio, M = monomero, M−= specie che si propaga e kprop = costante di velocità della fase di propagazione.
Dato che molte polimerizzazioni anioniche non presentano fase di terminazione, la velocità di reazione globale corrisponde a quella di propagazione:
{\displaystyle {\text{rate(prop)}}=k_{p}[{\ce {M}}^{-}][{\ce {M}}]}
in cui kp è la costante della fase di propagazione. 
Dato che non c'è terminazione: 
{\displaystyle {\text{rate(prop)}}=k_{p}[{\ce {I}}][{\ce {M}}]}
Il grado di polimerizzazione Xn è anch'esso influenzato dall'assenza di terminazione. È il rapporto tra la concentrazione di monomero reagito ([M]o) e quella di iniziatore ([I]o) moltiplicato per il fattore di conversione percentuale p. In questo caso la lunghezza della catena (v) è uguale a Xn. 
{\displaystyle \nu ={\frac {[{\ce {M}}]_{o}}{[{\ce {I}}]_{o}}}\rho }
Quando si ha una conversione totale, p = 1 (100% conversion):
{\displaystyle \nu ={\frac {[{\ce {M}}]_{o}}{[{\ce {I}}]_{o}}}}

### Con fase di terminazione dovuta ad impurezze
Quando la terminazione avviene a causa delle impurezze, queste devono essere considerate nel calcolo della cinetica di reazione. Il meccanismo inizia come prima, ma adesso abbiamo anche una fase ulteriore.
{\displaystyle {\ce {M^- + HX ->[k_{term}] M-H + X^-}}}
dove M−= specie che si propaga, HX = impurezza e kterm = costante cinetica della fase di terminazione.
Usando l'approssimazione dello stato stazionario, la velocità di propagazione diventa:
{\displaystyle {\text{rate(prop)}}={\frac {k_{init}k_{prop}{\ce {[I][M]}}^{2}}{k_{term}{\ce {[H-X]}}}}}
Per cui: 
{\displaystyle \nu ={\frac {\text{rate(prop)}}{\text{rate(term)}}}={\frac {k_{prop}{\ce {[M]}}}{k_{term}{\ce {[H-X]}}}}}
Dunque la lunghezza della catena e la velocità di propagazione risentono negativamente della presenza di impurezze nell'ambiente di reazione.